# Kibura
Kibura – wieś w Estonii, w prowincji Parnawa, w gminie Koonga.